# Savanyúkút
Savanyúkút (németül: Bad Sauerbrunn, horvátul: Kisela Voda) község Ausztriában, Burgenland tartományban, a Nagymartoni járásban.

## Fekvése
Kismartontól 20 km-re délnyugatra fekszik. A Sopron–Bécsújhely-vasútvonalon érhető el. Savanyúkút Lichtenwörth, Pecsenyéd és Rétfalu községekkel határos.

## Nevének eredete
Nevét ásványokban gazdag, savanyú ízű gyógyvizéről kapta.

## Története
A régészeti leletek tanúsága szerint területe már az újkőkorszak óta lakott, néhány éve az i. e. 6. évezredből származó sírokat tártak itt fel.
A település forrásait 1200-ban „putei Salsi” néven említik először. Az egykori vaslelőhely, később nevezetes gyógyüdülőhely lett. Az 1925 és 1928 között végzett feltárások leletei arról tanúskodnak, hogy a források a bronzkorban is használatban voltak. Szénsavas savanyúvizét a rómaiak is ismerték. Jelenlétükről egyebek mellett egy itt talált római villa (villa rustica), három késő római sír és egy 4. századi korsó tanúskodik.
Az itteni források első tudományos említése Heinrich Johann Cranz 1777-es, a birodalom gyógyforrásairól szóló monográfiájában található. 1800-ban Esterházy Miklós herceg a források vizét megvizsgáltatta, és föléjük oszlopokon nyugvó tetőt építtetett. 1803-ban földterületet vásárolt, és vendégfogadót építtetett rá. Ezzel megkezdődött a gyógyforrások intenzív felhasználása. A település fejlődésére nagy hatással volt a nagymartoni vasútvonal és a Pecsenyéd–Savanyúkút vasútállomás megépülése 1847-ben. 1852-ben a területet 50 évre Dr. Josef Fink bécsújhelyi orvos vette haszonbérbe, aki a vizet ivó és fürdőkúra céljára kezdte felhasználni, illetve más vidékekre történt szállításával széles körben is ismertté tette. 1853-ban kétemeletes gyógyintézetet épített, majd a vendégfogadó helyek további bővítésével növelte az üdülő vendégek számát. Savanyúkút csakhamar kedvelt üdülőhelye lett a bécsi, budapesti és soproni polgároknak. Közülük kiemelkedik a szép, alpesi stílusban épült Szekrényessy-villa, melynek építtetője Ferenc József udvari mérnöke, székelyhídi Szekrényessy Géza (1848–1902). Ebben a villában élt lánya, a bécsi Burgtheater ünnepelt Wagner-énekesnője, Szekrényessy Gizella (1881–1920), a magyar operaművészet egyik korai tehetsége.
1861-ben Dr. Fink halála után a fürdő újra az Esterházyak igazgatása alá került. 1892-ben egy tűzvészben az épületek leégtek.

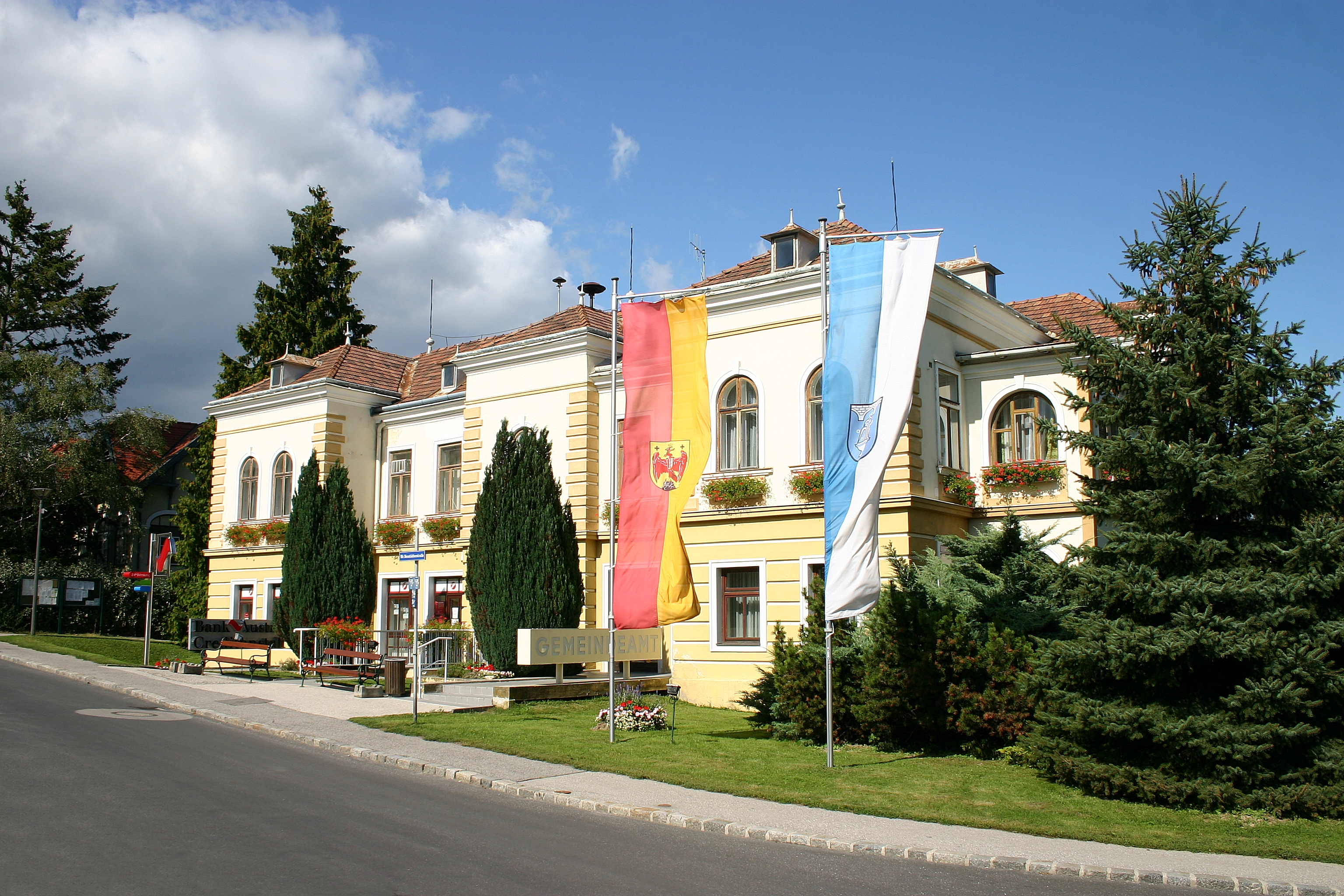
Az önkormányzat épülete

Időközben 1870 körül a fürdő környékén falu kezdett kialakulni. Családi házak épültek és 1894-ben megnyílt az iskola is. Savanyúkút 1901-ben lett önálló község, addig Pecsenyédhez tartozott. 1903-ban az akkori bérlő Dr. Grimm új, modern szanatóriumot építtetett ide. 1909-ben a kisközségként Sopronsavanyúkút nevet kapta. 1910-ben 703, túlnyomórészt német lakosa volt. 1911-ben nagyközséggé nyilvánították, ahol jegyzőség és anyakönyvi hivatal működött. A trianoni békeszerződésig Sopron vármegye Nagymartoni járásához tartozott.
Különös jelentőségre akkor jutott, mikor az új tartomány, Burgenland megalakulásakor (amit ekkor még Vierburgenlandnak hívtak) „ideiglenesen” tartományi székhely rangjára emelték, mert osztrák részről bíztak a soproni népszavazás felülbírálatában, és egy jelentéktelen település székhellyé emelésével jelezni kívánták a helyzet provizórikus voltát. Ezt a funkciót 1925-ig töltötte be, és adta át Kismartonnak.
Az Anschlusst követően zsidó lakosságát elhurcolták. A második világháború idején a fürdőélet teljesen szünetelt, épületeit a katonák kifosztották. A háború után a település ismét fejlődésnek indult. 1987. március 2-ától „Bad Sauerbrunn” lett a hivatalos neve.

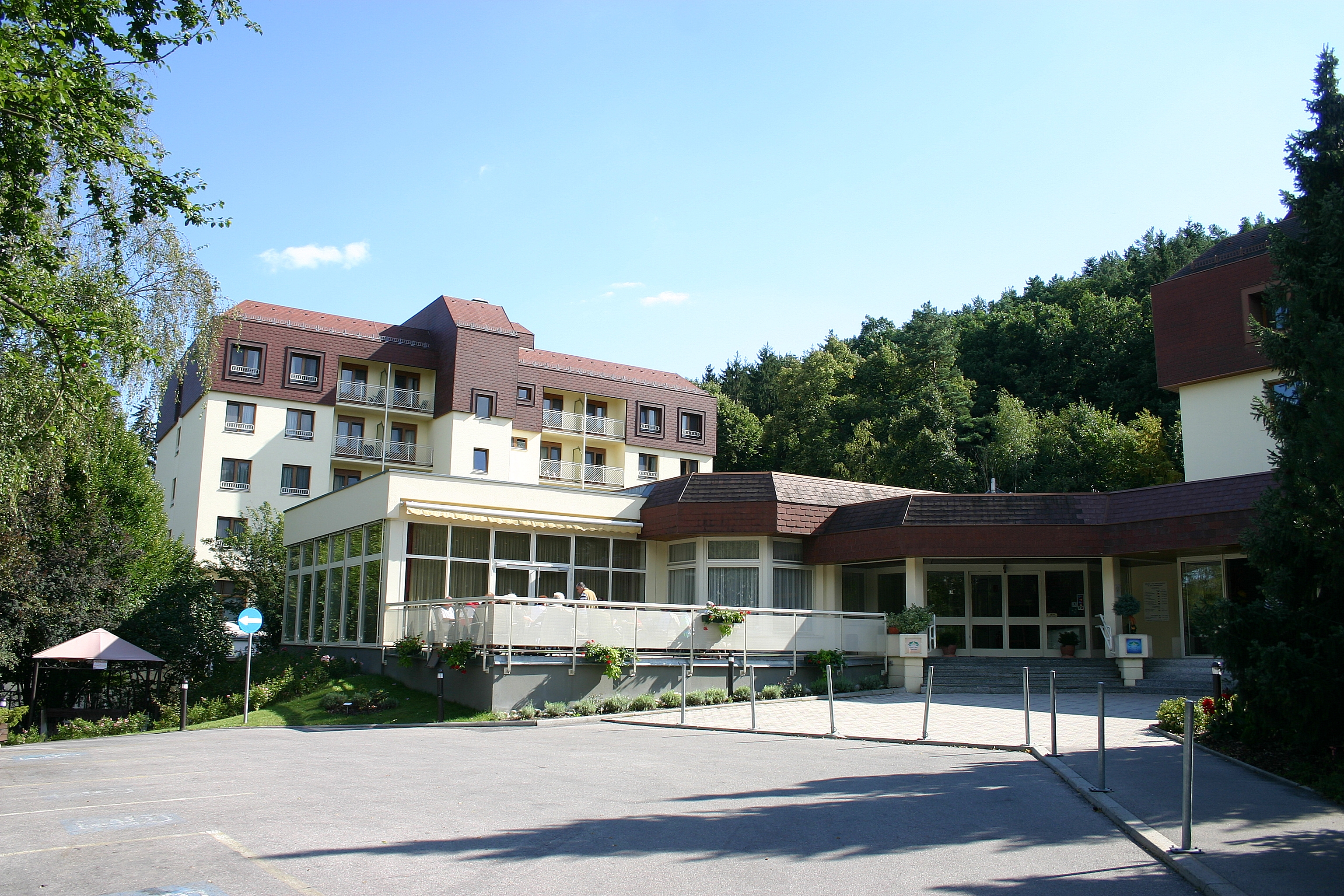
Grimm Ház gyógyászat

## Ismert személyek
- Szekrényessy Gizella (1881–1920) bécsi magyar operaénekesnő, aki a 19–20. század fordulóján különösen Wagner-darabok főszerepeivel tűnt ki a Burgtheater színpadán.

## Nevezetességei
- A község savanyúvízforrásai magnézium, kalcium, nátrium, hidrogén-karbonát, szulfáttartalmúak. Ausztria területén a legmagasabb magnéziumtartalommal rendelkeznek. Termálkútját 1997-ben újra megnyitották. Vizét különösen a stressz oldására, a  gondolkodás serkentésére ajánlják.
- A község plébániatemplomát 1970. szeptember 20-án szentelte fel Dr. Stefan László kismartoni püspök.